# Trésor national (France)
Pour les articles homonymes, voir Trésor national.

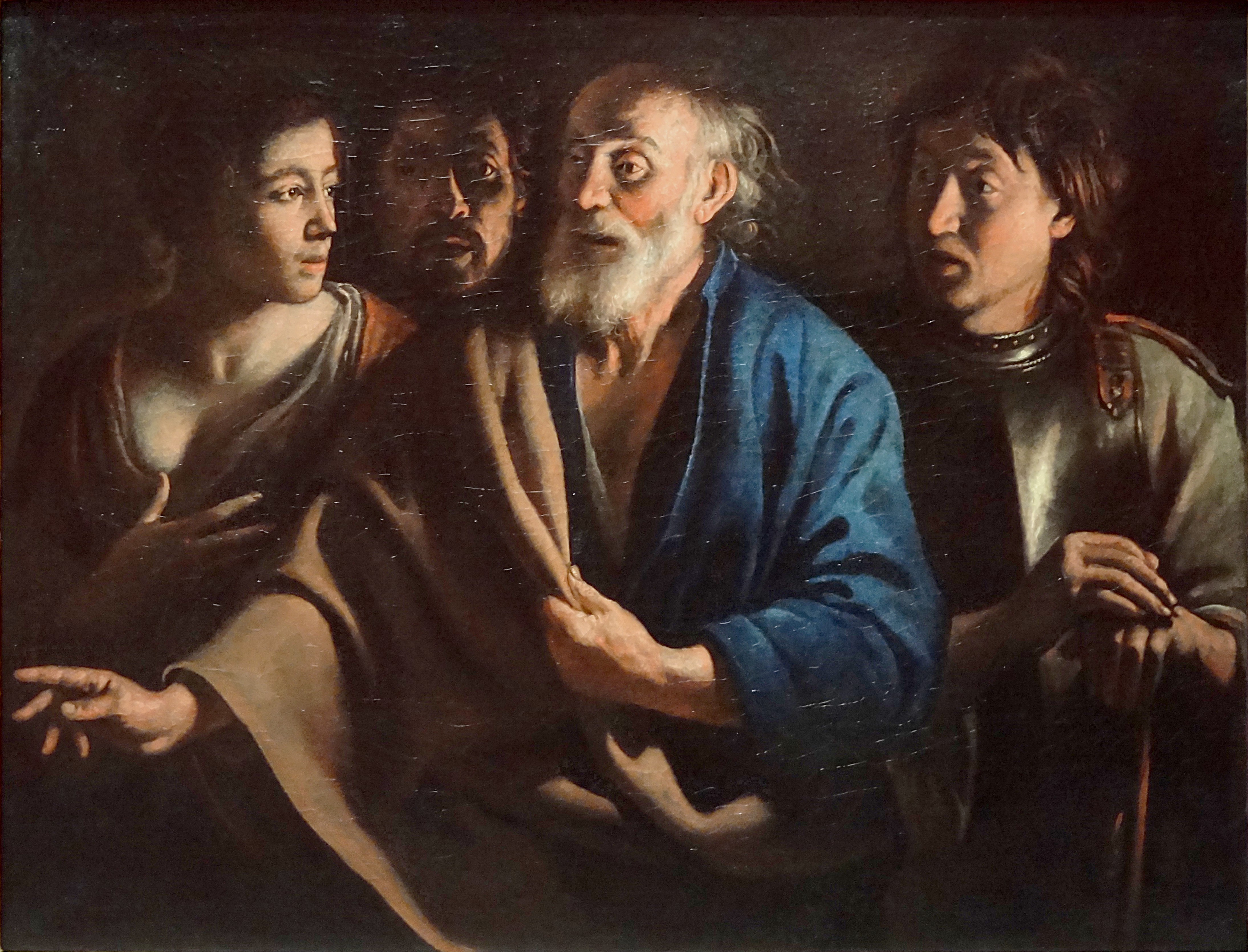
Le Reniement de saint Pierre par les frères Le Nain, v. 1655, classé en 2000, acheté par l'État en 2008, musée du Louvre.

Un trésor national est, en France, un bien culturel présentant un intérêt majeur pour le patrimoine français du point de vue de l'art, de l'histoire ou de l'archéologie. Il est officiellement désigné ainsi lorsque ce bien a fait l'objet d'un refus de certificat d'exportation qui empêche temporairement sa sortie du territoire national.

## Historique
La première loi qui contrôle l'exportation des biens culturels est celle du 31 août 1920. Cette loi est abrogée l'année suivante parce qu'impopulaire pour les marchands d'art. La loi du 23 juin 1941 reprend le dispositif avec un droit d'expropriation de l'État. Cette loi est à la base de la jurisprudence sur la circulation des biens culturels. La norme évolue en 1992 dans le cadre du marché unique. La notion de trésor national apparaît dans la loi no 92-1477 du 31 décembre 1992.

## Critères
Les trésors nationaux sont définis dans l'article L.111-1 du code du patrimoine. Quatre grands ensembles sont concernés : les collections des musées de France, les archives publiques et historiques définitives, les monuments historiques classés et le domaine public mobilier. Ce dernier, défini par l'art. L. 2112-1 du code général de la propriété des personnes publiques, inclut « notamment » les documents formant le dépôt légal, les archives privées des collections publiques, les biens archéologiques mobiliers, les biens culturels maritimes, les biens mobiliers d'intérêt devenus propriété publique depuis la loi de séparation des Églises et de l'État, le mobilier des monuments historiques inscrits ou classés, le fonds national d'art contemporain, les collections de documents anciens des bibliothèques et les collections publiques relevant du Mobilier national et de la Manufacture nationale de Sèvres.
La définition est illustrative et très large. La dernière mention protège également les trésors nationaux potentiels qui ne sont pas dans la liste ; ils sont définis comme des biens d'intérêt patrimoniaux nationaux avec une valeur historique, artistique, archéologique et linguistique (langue nationale et régionale).
Les collections des musées de France incluent aussi les collections de droit privé dans cette catégorie.
Depuis 2015, les archives publiques, les archives privées de personnes publiques et les archives privées classées sont explicitement considérées comme des trésors nationaux. Bien qu'elles le fussent auparavant, une ambiguïté portait sur le statut des archives n'ayant pas été versées dans un service adéquat ; la nouvelle rédaction indique que les archives sont des trésors nationaux dès leur création. Le critère fut modifié en 2020 (loi ASAP) pour restreindre le statut de trésor national aux archives définitives (troisième âge des archives), du fait que l'application de la contrainte dès la création du document empêche l'embauche d'un prestataire à l'étranger et devient une charge financière importante, ce qui concerne particulièrement l'externalisation de l'archivage numérique.

## Seuils
Le décret du 28 décembre 2020 apporte des changements à compter du 1er janvier 2021 dans les seuils de valeur à partir desquels une autorisation nationale, à savoir certificat d’exportation ou autorisation de sortie temporaire pour un bien culturel (AST BC), est requise en cas de sortie du territoire douanier national pour un bien culturel qui remplit aussi la condition d’ancienneté.

## Commission consultative
La commission consultative des trésors nationaux a pour mission de proposer au gouvernement le classement d’œuvres au titre de trésor national ou d'œuvre intérêt patrimonial majeur. La commission, créée en 1993, examine les propositions à partir des rapports scientifiques des œuvres rédigés par les conservateurs du patrimoine et émet un avis.
Sa composition est énoncée par l'article R. 111-22 du Code du patrimoine qui est entré en vigueur au 1er janvier 2012.
Outre son président, membre du Conseil d'État, nommé pour quatre ans par décret, la commission consultative des trésors nationaux comprend onze membres. Soit six personnalités qualifiées nommées pour quatre ans et cinq membres de droit : le directeur général des Patrimoines, le responsable du service des Musées de France, le responsable du service interministériel des archives de France, le directeur général des Médias et des Industries culturelles et le directeur général pour la Recherche et l'Innovation, ce dernier dépend du ministère chargé de la Recherche et de l'Enseignement supérieur.
Le secrétariat de la commission est assuré par le service des Musées de France.

## Conséquences du classement
Ce classement comme trésor national entraîne pour l'œuvre en question le refus de tout certificat d’exportation au sens de la loi n° 92-1477 du 31 décembre 1992 modifiée. Ces dispositions sont conformes à l'article 36 du traité sur le fonctionnement de l’Union européenne qui précise que les principes de liberté d’importation et d’exportation entre États-membres de l’Union peuvent faire l’objet de restriction quand il s’agit de « trésors nationaux », ayant une valeur artistique, historique ou archéologique.
Dans les 30 mois qui suivent le refus de certificat d'exportation, l'administration peut faire une offre d'achat au propriétaire de l’oeuvre. Si le propriétaire repousse l’offre de l’Etat, la détermination du prix est alors confiée à des experts. Si l’État renonce à l'acquisition, l’œuvre peut alors quitter le territoire national.
La loi 2002-5 du 4 janvier 2002 relative aux musées de France a institué des incitations fiscales pour les entreprises qui, dans le cadre du mécénat d'entreprise, financent l'acquisition par l’État d'un trésor national.

## Quelques chiffres
Le nombre de certificats d'exportation de biens culturels refusés au cours de l'année 2001, après avis de la commission consultative des trésors nationaux, a été de sept, soit 0,08 % des 9 185 certificats demandés.
De la création de la commission en 1993 au 1er juillet 2008, 165 refus de certificats d'exportations ont été prononcés. Parmi ceux-ci, 26 certificats ont ensuite été accordés, après expiration du délai du refus initial. L'actualité des trésors nationaux est régulièrement suivie par La Tribune de l'art,.

## Liste des œuvres ayant fait l'objet d'un refus de certificat d'exportation (depuis 2000)[14]
| Date du refus de certificat d'exportation (au Journal officiel de la République française) | Image                                     | Dénomination de l'œuvre | Provenance                                                                    | Commentaire | Achat pour l'État                                                                                      | Lieu de conservation actuel                                                             |
| ------------------------------------------------------------------------------------------ | ----------------------------------------- | --- | ----------------------------------------------------------------------------- | --- | --- | --------------------------------------------------------------------------------------- |
| 03 juillet 2024                                                                            |                                           | Coffret-nécessaire contenant une paire de pistolets à silex et leurs accessoires de Louis-Marin Gosset, début du XIXe siècle, don de Napoléon Ier au général Caulaincourt | Descendance du général Caulaincourt                                           | n°NOR : MICC2418191A (refus d'exportation) NOR :MICC2418190V (classement TN) | |                                                                                         |
| 05 novembre 2023                                                                           |                                           | Sainte Marie-Madeleine, sculpture attribuée au Maître du retable de Lautenbach |                                                                               | n°NOR : MICC2329132A (refus d'exportation) NOR :MICC2329131V (classement TN) | |                                                                                         |
| 31 mai 2023                                                                                |                                           | Bernard II Van Riesen Burgh Commode à vantaux | collection Rothschild, château de Ferrières                                   | n°NOR : MICC2314392A (refus d'exportation) NOR : MICC2314391V (classement TN) | |                                                                                         |
| 31 mai 2023                                                                                |                                           | Léonard Limosin Plat ovale aux armes du connétable Anne de Montmorency, représentant le Festin des dieux | collection Rothschild, château de Ferrières                                   | n°NOR : MICC2314390A (refus d'exportation) NOR : MICC2314389V (classement TN) | |                                                                                         |
| 31 mai 2023                                                                                |                                           | Attribuée à Nicola da Urbino Aiguière aux armes et emblèmes d'Isabelle d'Este | collection Rothschild, château de Ferrières                                   | n°NOR : MICC2314388A (refus d'exportation) NOR : MICC2314386V (classement TN) | Oui : 2024                                                                                             | Paris, musée du Louvre                                                                  |
| 19 Octobre 2022                                                                            |                                           | Honoré Boyer, Atlas portulan contenant huit cartes double sur vélin monté sur carton, 1648, plume et encre, pigments et rehauts d'or et d'argent sur parchemin, grand in-folio (57 x 38 cm), Marseille | Collection Aristophil                                                         | n°NOR : MICC2232090A (refus d'exportation) et n°NOR : MICC2232089V (classement TN) | Oui: 2022                                                                                              | Paris, Bibliothèque nationale de France                                                 |
| 24 juin 2022                                                                               | Les Croupes                               | Théodore Géricault (1791-1824), Étude de chevaux à l’écurie : vingt-quatre croupes et un poitrail, dit aussi Les Croupes, vers 1813, huile sur toile, 92,5 x 73,5 cm. | descendance du banquier Ferdinand Raphaël Bischoffsheim                       | n°NOR : MICC2218144A (refus exportation) et MICC2218143V (classement TN) | |                                                                                         |
| 24 juin 2022                                                                               | Le Bal champêtre                          | Antoine Watteau (1684-1721), Le Bal champêtre, vers 1713-1715, huile sur toile, 96 x 128 cm. | Collection particulière, Fontainebleau                                        | n°NOR : MICC2218142A (refus exportation) et MICC2218140V (classement TN) | |                                                                                         |
| 22 avril 2022                                                                              | Chardin fraises                           | Jean Siméon Chardin (1699-1769), Le Panier de fraises des bois, 1761, huile sur toile, 38 x 46 cm . | Famille Marcille (descendance d'Eudoxe Marcille (1814-1890))                  | n°NOR : MICC2211976A (refus exportation) et MICC2211975V (classement TN) | Oui : 2023                                                                                             | Paris, musée du Louvre                                                                  |
| 17 février 2022                                                                            |                                           | Manufacture royale de Sèvres, Deux pièces du service de la laiterie de Rambouillet |                                                                               | n°NOR : MICC2205020A (refus exportation) et MICC2205019V (classement TN) | Oui : 2025                                                                                             | Sèvres, musée national de la céramique                                                  |
| 17 février 2022                                                                            |                                           | Simon Bening (vers 1483-1561) (attribué à), Livre d’heures à l’usage des Chartreux (Horae ad usum ordinis Cartusiensis), vers 1515-1520, enluminure, encore et gouache sur parchemin | Famille de l’historien d’art Paul Durrieu                                     | n°NOR : MICC2205018A (refus exportation) et MICC2205017V (classement TN) | |                                                                                         |
| 28 avril 2021                                                                              |                                           | Ensemble de dix-neuf œuvres relevant du mouvement des Arts incohérents (oeuvres de Paul Bilhaud, Alphonse Allais, Jules Foloppe, Boquillon Bridet, Eugène Grivaz, Paul-Eugène Mesples, Charles Auguste Gallot, dit Selrach). | Découvert par Johann Naldi dans Collection particulière, Ile-de-France        | n°NOR : MICC2112580A (refus exportation) et MICC2112581V (classement TN) | |                                                                                         |
| 17 février 2021                                                                            |                                           | André Breton (1896-1966), Objet à fonctionnement symbolique (dénommée à l’origine « selle-sphère et feuillage ») ; 1931 ; assemblage d’objets divers sur planche en bois, cuir, métal, bois, marbre, éléments végétaux, verre, tabac, caoutchouc, sable, dragées, photographie ; 24,5 x 41,5 x 32 cm | Descendance de Robert Lebel                                                   | n°NOR : MICC2106314V (classement trésor national) et MICC2106317A (refus exportation) | |                                                                                         |
| 31 mars 2020                                                                               |                                           | Victor Hugo, Marine Terrace, 21 mai 1855, encre brune à la plume et au lavis, gouache rouge, frottis de fusain sur papier (annotation autographe à la plume et encre brune), réalisé à Jersey |                                                                               | n° NOR : MICC2008188A (refus exportation) et MICC2008187V (classement TN) | Oui: 2023                                                                                              | Paris, Musée du Louvre                                                                  |
| 21 février 2020                                                                            | L'Ascension, évangéliaire de Saint-Mihiel | France (Saint-Mihiel, abbaye bénédictine Saint-Michel, École de Reichenau), Évangéliaire de Saint-Mihiel, vers 1100, parchemin (254 folios, 15 miniatures en pleine page), demi-reliure de veau brun du XVIIIe siècle | Bibliothèque du patrimoine de l'institut catholique de Lille                  | n° NOR : MICC2004972A (refus exportation) et MICC2004970V (classement TN) | Non, vendu par l'Université Catholique de Lille début 2023                                             | J. Paul Getty Museum                                                                    |
| 30 janvier 2020                                                                            | G. Caillebotte - La Partie de Bâteau      | Gustave Caillebotte (1848-1894), La Partie de bateau, dit aussi Canotier au chapeau haut de forme, vers 1877-1878, huile sur toile, 90 x 117 cm | collection particulière, Paris                                                | n° NOR : MICC2002433A (refus exportation) et MICC2002431V (classement TN) Appel à mécénat d'entreprise pour le compte du musée d'Orsay NOR : MICC2209334V                                                                | Oui: 2023                                                                                              | Paris, musée d'orsay                                                                    |
| 30 janvier 2020                                                                            | G. Caillebotte - Le déjeuner              | Gustave Caillebotte (1848-1894), Le Déjeuner, 1876, huile sur toile, 52 x 75 cm | descendance du peintre                                                        | n° NOR : MICC2002430A (refus exportation) et MICC2002429V (classement TN) | Non |                                                                                         |
| 03 janvier 2020                                                                            |                                           | Manuscrit enluminé de textes de Guillaume de Digulleville, Le Pèlerinage de la vie humaine, en prose, et Le Pèlerinage de l'âme, mis en prose par Jean Galopes, parchemin, 254 f., 5 miniatures en demi-page et 91 plus petites dans le texte attribuées au Maître du missel d'Albon, 2e moitié du XVe siècle, reliure du XIXe siècle de maroquin rouge |                                                                               | n° NOR : MICC1937232V (classement TN) | |                                                                                         |
| 20 décembre 2019                                                                           |                                           | Cenni di Pepo, dit Cimabue, La Dérision du Christ dit aussi Le Christ moqué (thème du Christ aux outrages), vers 1280, peinture à l'œuf et fond d'or sur panneau de peuplier, 25,8 × 20,3 cm. | Retrouvé au domicile d'un particulier (environs de Compiègne)                 | n° NOR : MICC1935801V (classement TN) et MICC1935802A (refus exportation) | Oui: 2023                                                                                              | Paris, Musée du Louvre                                                                  |
| 13 septembre 2019                                                                          |                                           | Michelangelo Buonarroti, dit Michel-Ange, Un jeune homme nu entouré de deux autres figures, vers 1488-1490 (dessin repris vers 1526), plume et encres brunes, traces de pierre noire sur papier (d’après la fresque le Baptême des Néophytes de Masaccio, à la chapelle Brancacci à l'église Santa Maria del Carmine à Florence) | ancienne collection Genevosio (Turin), XVIIIe siècle                          | n° NOR : MICC1925790A (refus exportation) et MICC1925789V (classement TN) | Non | Vendu par Christies Paris                                                               |
| 6 juin 2019                                                                                |                                           | Jean Bourdichon (attribué à), Piéta entourée de Saint-Jean et des saintes femmes, extrait des Heures de Louis XII, vers 1498-1499, enluminure sur parchemin |                                                                               | n° NOR : MICC1916141A (refus exportation) et MICC1916140V (classement TN) | Non | Acquisition en 2024 par le Getty Museum                                                 |
| 9 avril 2019                                                                               |                                           | Rembrandt, Le Porte-drapeau, dit aussi Le Porte-étendard, 1636, huile sur toile | Héritiers d’Élie et Liliane de Rothschild.                                    | n° NOR: MICC1909626A (refus exportation) et MICC1909624V (classement TN) | Non |                                                                                         |
| 6 avril 2019                                                                               |                                           | Trésor de Tavers : dépôt de parures et de pièces d'outillage non fonctionnel découvert à Tavers (Loiret), 65 pièces en fer et en alliage cuivreux, Premier âge du Fer (Hallstatt moyen), VIe siècle av. J.-C. |                                                                               | n° NOR : MICC1910141A (refus exportation) et MICC1910140V (classement TN) | Oui : 2019                                                                                             | Saint-Germain-en-Laye, musée d'archéologie nationale                                    |
| 25 février 2019                                                                            |                                           | deux panneaux latéraux d’un polyptyque (fragments d’un retable) figurant les deux saints diacres Saint Etienne et Saint Laurent, attribués à Giovanni Bellini (?) ou à son entourage, école vénitienne du XVe siècle, peinture sur bois, vers 1460-1470 |                                                                               | n° NOR : MICC1905492A (refus exportation) et MICC190549V (classement TN) Renouvellement du refus en 2024 NOR : MICC2413794V (refus exportation)                                                                          | |                                                                                         |
| 8 novembre 2018                                                                            |                                           | ensemble de cinq albums de photographies, dits Albums Halévy, tirages argentiques d’époque d’après des négatifs au gélatino-bromure d’argent, constitués par la famille Halévy, 1891-1914 |                                                                               | n° NOR : MICC1830016A (refus exportation) et MICC1830015V (classement TN) | Oui: 2020                                                                                              | Paris, Bibliothèque nationale de France                                                 |
| 29 août 2018                                                                               |                                           | Johannes Hültz (vers 1390-1449) (attribué à) ; Élévation de la face ouest de l’octogone et de la flèche de la cathédrale de Strasbourg ; vers 1419 ; plume et encre noire, lavis gris, brun et vert, sur trois feuilles de parchemin collées ; 205 x 54 cm |                                                                               | n° NOR : MICC1822173A (refus d'exportation) et MICC1822172V (classement TN) Appel à Mécénat d'entreprise pour le compte de la ville de Strasbourg NOR : MICC2210738V                                                     | Oui: 2022                                                                                              | Strasbourg, Musée de l'Oeuvre Notre-Dame                                                |
| 23 juin 2018                                                                               |                                           | manuscrit autographe d'Henri Dutilleux, intitulé Métaboles |                                                                               | n° NOR : MICC1816547A (refus exportation) et MICC1816546V (classement TN) | Oui : 2018                                                                                             | Paris, Bibliothèque nationale de France                                                 |
| 19 mai 2018                                                                                |                                           | Pierre-Paul Prud'hon, L'Âme brisant les liens qui l'attachent à la terre, 1821-1823, huile sur toile |                                                                               | n° NOR : MICC1811845A (refus d'exportation) et MICC1811843V (classement TN) | Oui : 2019                                                                                             | Paris, Musée du Louvre                                                                  |
| 17 avril 2018                                                                              |                                           | Frères Le Nain Le Christ enfant méditant sur la Crucifixion Vers 1640-1642, huile sur toile | Collection du capitaine et Madame Henri Loret (1862-1950). - Par descendance. | n° NOR : MICC1809755A (refus d'exportation) et MICC1809754V (classement TN) | Non : vendu 3,6 millions d'euros lors de la vente Rouillac du 10 Juin 2018 Pas de préemption de l'État |                                                                                         |
| 4 février 2018                                                                             |                                           | Visière de casque (masque de casque) romain - Ier ou IIe siècle - bronze et traces de fer - 19 x 19,5 cm - découverte à Conflans-en-Jarnisy en 1908 et ayant appartenu à Henry de Montherlant | - Ancienne collection Henry de Montherlant                                    | n° NOR : MICC1802124V (classement TN) | Oui : 2019                                                                                             | Saint-Germain-en-Laye, musée d'archéologie nationale                                    |
| 19 décembre 2017                                                                           |                                           | Manuscrit autographe du Marquis de Sade (Donation Alphonse François de Sade dit, 1740-1814), Les 120 journées de Sodome, ou L’école du libertinage (copie au net, sans correction, réalisée entre le 22 octobre et le 28 novembre 1785), long rouleau de papier (feuilles de papier collées), 1785, accompagné de son étui | Collection Aristophil                                                         | n° NOR : MICC1734954A (refus exportation) et MICC1734953V (classement TN) Appel à mécénat d'entreprise pour l'acquisition pour la bibliothèque national de France (Journal officiel du 18-02-2021 n° NOR : MICC2103641V) | Oui : 2021                                                                                             | Paris, Bibliothèque nationale de France                                                 |
| 19 décembre 2017                                                                           |                                           | Manuscrits autographes d’André Breton - Ensemble de documents réunis dans une reliure et emboîtage contemporain de G.-H. Mergher : Manifeste du Surréalisme (19 f. et 2 f., juillet-août 1924) et Second Manifeste du Surréalisme (24 f. déreliés, 1929), épreuves corrigées (40 f.), avec divers autres documents joints ; - Poisson soluble (59 f., août-septembre 1924) ; - Manuscrits préparatoires pour Poisson soluble (sept cahiers d’écolier de 97, 20, 44, 20, 20, 24 et 11 pages, mars-mai 1924) | Collection Aristophil                                                         | n° NOR : MICC1734956A (refus exportation) et MICC1734955V (classement TN) Appel à mécénat d'entreprise pour l'acquisition pour la bibliothèque national de France (Journal officiel du 18-02-2021 n° NOR : MICC2105425V) | Oui : 2021                                                                                             | Paris, Bibliothèque nationale de France                                                 |
| 26 novembre 2017                                                                           |                                           | Sculpture de François Girardon, Buste de Guillaume de Lamoignon, marbre blanc sculpté, Paris, 1671-1673 |                                                                               | n° NOR : MICC1731989V | Oui : 2020                                                                                             | Paris, musée du Louvre                                                                  |
| 24 novembre 2017                                                                           |                                           | Heures dessinées à l'usage de Paris : manuscrit et dessins sur parchemin, possiblement attribués aux Frères de Limbourg, 178 feuillets, début du XVe siècle. |                                                                               | n° NOR : MICC1732543V (classement TN) | | Antiquariat Bibermühle, en Suisse, chez Heribert Tenschert (sortie illégale de France). |
| 20 octobre 2017                                                                            |                                           | sculpture d’Idole anthropomorphe cycladique représentant un harpiste assis, vers 2500 av. J.-C. (âge du Bronze ancien - Cycladique ancien II - époque d’apogée de l’art des Cyclades), marbre blanc, traces de polychromie |                                                                               | n° NOR : MICC1729309A (refus exportation) et MICC1729308V (classement TN) | |                                                                                         |
| 11 octobre 2017                                                                            |                                           | automobile Alfa Romeo 8C 2300 châssis court 2211 079, carrosserie Figoni, 1932, |                                                                               | n° NOR : MICC1727628V (classement TN) | |                                                                                         |
| 1 septembre 2017                                                                           |                                           | Cinq pièces issues du Trésor de Beaurains (dit d'Arras) |                                                                               | n° NOR : MICC1723251V (classement TN) | Oui : 2020                                                                                             | Paris: musée de l'économie                                                              |
| 30 juillet 2017                                                                            |                                           | Salvador Dali, La Pêche aux thons, huile sur toile et collage, 1966-1967 |                                                                               | n° NOR : MICC1721459V (classement TN) | |                                                                                         |
| 10 juin 2017                                                                               |                                           | dessin d'Hendrick Goltzius, Vierge en gloire entourée de sainte Cécile et d'anges musiciens, pierre noire, sanguines de deux couleurs différentes, lavis brun-rouge, craie jaune et rehauts de gouache blanche sur huit feuilles de papier assemblées, début du XVIIe siècle |                                                                               | n° NOR : MICC1715002V (classement TN) | Oui : 2018                                                                                             | Paris, musée du Louvre                                                                  |
| 3 mai 2017                                                                                 |                                           | Jean-Honoré Fragonard (1732-1806), Le Jeu de la palette et La Bascule, vers 1761-1765, paire d'huiles sur toile, 75 x 93 cm | Redécouvertes dans un château en Normandie                                    | n° NOR : MCCC1713242A (refus exportation) et MCCC1713241V (classement TN) ; Appel à mécénat d'entreprise pour l'acquisition pour le musée du Louvre (Journal officiel du 27-11-2020 n° NOR : MICC2032771V)               | Oui : 2021                                                                                             | Paris, musée du Louvre, en dépôt à Montpellier, musée Fabre.                            |
| 6 avril 2017                                                                               |                                           | Apollon citharède de Pompéi (statue représentant le dieu Apollon qui était à l'origine porteur d'un plectre et d'une cithare, attributs faisant référence à son rôle de dieu des arts et de la musique), deuxième moitié du IIe siècle av. J.-C. - début du Ier siècle av. J.-C., bronze (atelier grec), « environs de Pompéi » ou cités vésuviennes (provenance) | ancienne collection Joseph Durighello                                         | n° NOR : MCCC1710122A (refus exportation) et MCCC1710121V (classement TN) ; Appel à mécénat d'entreprise pour l'acquisition pour le musée du Louvre (Journal officiel du 27-11-2020 n° NOR : MICC1931478V)               | Oui : 2020                                                                                             | Paris, musée du Louvre                                                                  |
| 26 janvier 2017                                                                            |                                           | Auguste Rodin, Je suis belle, vers 1885, plâtre | Redécouvert chez un particulier à Pau                                         | n° NOR : MCCC1702245A (refus exportation) et MCCC1702244V (classement TN) ; Appel à mécénat d'entreprise pour l'acquisition pour le musée Rodin (Journal officiel du 12-08-2020 n° NOR : MICC2019316V)                   | Oui : 2021                                                                                             | Paris, musée Rodin                                                                      |
| 23 décembre 2016                                                                           |                                           | Léonard de Vinci, Étude pour un saint Sébastien, pierre noire, plume, encre brune sur papier | Redécouvert dans une collection privée                                        | | |                                                                                         |
| 14 novembre 2016                                                                           |                                           | Album de photographies composé par Léon Maufras, 113 tirages sur papier albuminé réalisés par Gustave Le Gray, 1857-1860 |                                                                               | | Oui : 2017                                                                                             | Paris, Bibliothèque nationale de France                                                 |
| 28 juillet 2016                                                                            |                                           | Verseuse du roi Phra Naraï Vers 1680 Argent rehaussé d'or |                                                                               | | Oui : 2018                                                                                             | Versailles, musée national du château                                                   |
| 16 juin 2016                                                                               |                                           | Andrea Amati (v. 1505-1577), basse de violon recoupée en violoncelle, 1572, différentes essences de bois, décor polychrome (notamment aux armes du roi de France Charles IX), Crémone |                                                                               | n° NOR : MCCC1614576A (refus exportation) et MCCC1614575V (classement TN) (avis d’appel au mécénat d’entreprise pour l’acquisition - 2020)                                                                               | Oui : 2018                                                                                             | Paris: Cité de la musique - Philharmonie de Paris                                       |
| 23 avril 2016                                                                              |                                           | Gilles Joubert Commode de la chambre de Louis XV à Fontainebleau 1754 Bois de rose, bois de violette, bronze doré et marbre de brèche violette |                                                                               | | Oui : 2020                                                                                             | Fontainebleau: musée du chateau                                                         |
| 25 mars 2016                                                                               |                                           | Le Caravage (attribué), Judith décapitant Holpherne, dit aussi « Caravage de Toulouse », vers 1607, huile sur toile, 144 × 173 cm, perdu depuis le XVIIe siècle. | Redécouvert chez des particuliers dans la région de Toulouse                  | n° NOR : MCCC1608545V (classement TN) et MCCC1608546A (refus exportation) | Non : vendu à J. Tomilson Hill (New York), collectionneur privé américain                              |                                                                                         |
| Février 2016                                                                               |                                           | André Breton, Nadja | Collection Pierre Bergé                                                       | | Oui : 2017                                                                                             | Paris, Bibliothèque nationale de France                                                 |
| 9 février 2016                                                                             |                                           | Marcel Duchamp Nu sur nu 1910-1911 Huile sur bois | Légué à l'association Médecins sans frontières par la veuve d'Arnold Fawcus   | | Non : vendu 1 243 000 euros chez Artcurial                                                             |                                                                                         |
| 29 novembre 2015                                                                           |                                           | Alexandre-Jean Oppenord et Jean Bérain père Bureau de Louis XIV à Versailles 1685 Chêne, sapin, ébène, placage en palissandre de Rio, marqueterie en contrepartie gravée de cuivre et incrustations d'écaille rouge, bronze doré |                                                                               | | Oui : 2015                                                                                             | Versailles, musée national du château                                                   |
| 29 novembre 2015                                                                           |                                           | François Gérard Portrait de Joachim Murat en maréchal de l'Empire 1805 Huile sur toile |                                                                               | | Oui : 2017                                                                                             | Paris, musée de l'Armée                                                                 |
| 15 novembre 2015                                                                           |                                           | Stéphane Mallarmé Manuscrit autographe |                                                                               | | Non | Collection Marcel Brient                                                                |
| 29 octobre 2015                                                                            |                                           | Richard Mique (direction) Album des plans et vues de Trianon Vers 1781-1782 |                                                                               | | Oui : 2016                                                                                             | Versailles, musée national du château                                                   |
| 12 août 2015                                                                               |                                           | Chine, dynastie Ming Aiguière de François Ier de Fumel XVe siècle Porcelaine bleu et blanc |                                                                               | | Oui : 2015                                                                                             | Paris, musée Guimet                                                                     |
| 9 juin 2015                                                                                |                                           | Élisabeth Vigée Le Brun Portrait de Louise-Marie-Adélaïde de Bourbon-Penthièvre, duchesse d'Orléans 1789 Huile sur bois | Collection du Comte de Paris Henri d’Orléans                                  | | Oui : 2015                                                                                             | Paris, Banque de France                                                                 |
| 9 juin 2015                                                                                |                                           | Philippe de Champaigne (et atelier) Portrait de Louis XIII Vers 1639 Huile sur toile | Collection du Comte de Paris Henri d’Orléans                                  | | Oui : 2015                                                                                             | Paris, Banque de France                                                                 |
| 9 juin 2015                                                                                |                                           | Simon Gallien Épée de Grand Écuyer de Lorraine, du prince Marc de Beauvau-Craon Vers 1728 |                                                                               | | Oui : 2017                                                                                             | Nancy, musée Lorrain                                                                    |
| 9 juin 2015                                                                                |                                           | Registres de comptes des travaux du château d'Amboise Fin du XVe siècle Cahiers sur parchemin | Collection du Comte de Paris Henri d’Orléans                                  | | Oui : 2015                                                                                             | Paris Archives nationales                                                               |
| 26 mars 2015                                                                               |                                           | (attribué) Paire de cabinets aux armes de Philippe V d'Espagne Bâti en chêne et sapin, décor en marqueterie d'écaille et de métal |                                                                               | | Non |                                                                                         |
| 14 mars 2015                                                                               |                                           | Roberto Matta Le Poète 1945 Huile sur toile |                                                                               | | Oui : 2016                                                                                             | Paris, Centre Georges Pompidou, musée national d'art moderne                            |
| 1er février 2015                                                                           |                                           | Richard de Verdun Bréviaire dominicain de Saint-Louis de Poissy Vers 1310-1315 Manuscrit sur parchemin |                                                                               | | Oui : 2016                                                                                             | Paris, Bibliothèque Nationale de France                                                 |
| 18 décembre 2014                                                                           |                                           | Archives personnelles d'Edouard Glissant |                                                                               | | Oui : 2016                                                                                             | Paris, Bibliothèque nationale de France                                                 |
| 29 novembre 2014                                                                           |                                           | D'après l'antique Vénus Médicis ou Vénus pudique Première moitié du XVIIe siècle Bronze |                                                                               | | Oui : 2017                                                                                             | Paris, musée du louvre                                                                  |
| 29 novembre 2014                                                                           |                                           | Michel Anguier Mars quittant les armes Bronze |                                                                               | | Oui : 2017                                                                                             | Paris, musée du Louvre                                                                  |
| 21 novembre 2014                                                                           |                                           | Hector Berlioz Manuscrit en partie autographe de l'opéra Les Troyens |                                                                               | | Oui : 2016                                                                                             | Paris, Bibliothèque nationale de France                                                 |
| 8 mars 2014                                                                                |                                           | Deux sculptures du décor de la cathédrale d'Arras Vers 1520-1530 Albâtre, rehauts de dorure |                                                                               | | Non : vendu pour 516 000 $ marteau chez Christies New York                                             |                                                                                         |
| 20 décembre 2013                                                                           |                                           | François II Foliot Paire de chaises du Belvédère du Petit-Trianon Vers 1780 Bois sculpté, peint et doré |                                                                               | | Non : présumé faux                                                                                     |                                                                                         |
| 20 décembre 2013                                                                           |                                           | Louis-Charles Carpentier Mobilier des appartements du prince de Condé au Palais-Bourbon Vers 1772-1775 Bois sculpté, peint et doré |                                                                               | | Non |                                                                                         |
| 29 novembre 2013                                                                           |                                           | François-René de Chateaubriand Copie manuscrite des Mémoires d'outre-tombe Vers 1847 |                                                                               | | |                                                                                         |
| 6 novembre 2013                                                                            |                                           | Jean Bourdichon Description des douze Cesars abregees avecques leurs figures faictes et portraictes selon le naturel 1520 Manuscrit sur parchemin |                                                                               | | Oui : 2014                                                                                             | Paris, Bibliothèque nationale de France                                                 |
| 13 septembre 2013                                                                          |                                           | Nicolas Besnier Paire de pots à oille du service Walpole 1726-1727 Argent fondu et ciselé |                                                                               | | Oui : 2014                                                                                             | Paris, musée du Louvre                                                                  |
| 7 février 2013                                                                             |                                           | Jean de Cambrai Deux pleurants du tombeau de Jean, duc de Berry Début du XVe siècle Marbre |                                                                               | | Oui : 2016                                                                                             | Paris, musée du Louvre                                                                  |
| 4 juillet 2012                                                                             |                                           | Insigne de Grand Aigle de la Légion d'Honneur du maréchal Ney Vers 1806-1815 |                                                                               | | Oui : 2012                                                                                             | Paris, musée de la Légion d'honneur                                                     |
| 4 juillet 2012                                                                             |                                           | César Franck Manuscrit musical autographe 1885 |                                                                               | | Oui : 2016                                                                                             | Paris, Bibliothèque nationale de France                                                 |
| 13 juin 2012                                                                               |                                           | Jean-Baptiste Greuze La Lecture de la Bible Vers 1755 Huile sur toile |                                                                               | | Oui : 2016                                                                                             | Paris, musée du Louvre                                                                  |
| 14 avril 2012                                                                              |                                           | Antonin Artaud Autoportrait Crayon sur papier | Collection Florence Loeb                                                      | | Non | Collection Marcel Brient                                                                |
| 14 avril 2012                                                                              |                                           | Michel Foucault Manuscrits et dactylogrammes | Propriété de Daniel Defert, ancien compagnon de Michel Foucault               | | Oui : 2013                                                                                             | Paris, Bibliothèque nationale de France                                                 |
| 28 mars 2012                                                                               |                                           | Île-de-France Saint Jean et La Synagogue Fin du XIIIe siècle Ivoire |                                                                               | | Oui : 2013                                                                                             | Paris, musée du Louvre                                                                  |
| 28 mars 2012                                                                               |                                           | Deux plaques de croix limousines Fin du XIIe siècle Émail champlevé et cuivre doré |                                                                               | | Non |                                                                                         |
| 10 novembre 2011                                                                           |                                           | Habit et cape de cérémonie du maréchal Ney 1804 Soie, velours de soie, broderies de fil d'argent doré | Famille Ney                                                                   | | Oui | Paris, musée de l'Armée, et Fontainebleau Musée national du Château                     |
| 24 juin 2011                                                                               |                                           | Diptyque de la Nativité, la Crucifixion, et des prophètes Constantinople, XIIIe siècle Ivoire |                                                                               | | Oui : 2013                                                                                             | Paris, musée du Louvre                                                                  |
| 24 juin 2011                                                                               |                                           | Plaque représentant les chefs des douze tribus d'Israël France (?), milieu du XIIe siècle Ivoire |                                                                               | | Oui : 2012                                                                                             | Paris, musée de Cluny                                                                   |
| 24 juin 2011                                                                               |                                           | Feuillet de diptyque byzantin en ivoire Début du VIe siècle |                                                                               | | Oui : 2014                                                                                             | Paris, musée de Cluny                                                                   |
| 24 juin 2011                                                                               |                                           | Livre d'heures de Jeanne de France Milieu du XVe siècle Manuscrit enluminé sur vélin |                                                                               | | Oui : 2013                                                                                             | Paris, Bibliothèque nationale de France                                                 |
| 27 avril 2011                                                                              |                                           | Ensemble d'archives de la famille Turgot | Famille Turgot                                                                | | Oui : 2015                                                                                             | Paris, Archives nationales                                                              |
| 27 mars 2011                                                                               |                                           | Jean Dunand Les Palmiers, boiseries d'appartement |                                                                               | | Non : vendu 4,550,036 $ chez Phillips à Londres                                                        |                                                                                         |
| 27 mars 2011                                                                               |                                           | Jacques-Émile Ruhlmann Chaise longue à skis, dite "du Maharadjah" Vers 1929 Bois, laque industrielle, bronze chromé, velours de soie |                                                                               | | Non |                                                                                         |
| 1er février 2011                                                                           |                                           | Caspar David Friedrich La chouette (grand duc) sur un arbre Huile sur toile |                                                                               | | Non |                                                                                         |
| 21 octobre 2010                                                                            |                                           | Johann Christian Neuber Table "de Teschen" 1779 Bronze doré, pierres dures, porcelaine de Saxe, âme de bois, cuivre | Famille de Breteuil                                                           | | Oui : 2016                                                                                             | Paris, musée du Louvre                                                                  |
| 30 septembre 2010                                                                          |                                           | Egypte, fin du Moyen-Empire ou début du Nouvel-Empire Linceul Lin, dessin à l'encre noire, rouge et blanche |                                                                               | | Oui : 2015                                                                                             | Paris Musée du Louvre                                                                   |
| 21 juillet 2010                                                                            |                                           | Antoine-Sébastien Durand Deux pièces de surtout du service "Penthièvre-Orléans" 1756-1757 Argent martelé, fondu et ciselé |                                                                               | | Non : acquis par un privé américain, en prêt au Museum of Fine Art de Boston                           |                                                                                         |
| 8 juin 2010                                                                                |                                           | Le Bas aux Galeries du Louvre Microscope optique Bronze doré, laiton, acier, étui en maroquin |                                                                               | | |                                                                                         |
| 8 juin 2010                                                                                |                                           | Jean Malouel Le Christ de pitié soutenu par saint Jean l'Évangéliste en présence de la Vierge et de deux anges Peinture sur bois |                                                                               | | Oui : 2012                                                                                             | Paris, musée du Louvre                                                                  |
| 15 mars 2010                                                                               |                                           | Eustache Le Sueur et atelier Six panneaux provenant de l'Hôtel Lambert Vers 1645-1647 Bois peint et doré |                                                                               | | Non |                                                                                         |
| 9 février 2010                                                                             |                                           | Deux pleurants du tombeau de Jean, duc de Berry Vers 1450-1453 Albâtre |                                                                               | | Non |                                                                                         |
| 12 décembre 2009                                                                           |                                           | Alexandre-Jean Oppenord (attribué) Grande commode "en sarcophage" Vers 1690-1700 |                                                                               | Faux | Non |                                                                                         |
| 26 août 2009                                                                               |                                           | Grande bouteille à deux anses provenant de Boulogne-sur-Mer IVe siècle Verre |                                                                               | | |                                                                                         |
| 4 août 2009                                                                                |                                           | Fra Angelico Saint Dominique et saint François d'Assise recevant les stigmates Tempera sur panneau |                                                                               | | |                                                                                         |
| 23 juillet 2009                                                                            |                                           | Lucas Cranach l'Ancien Les Trois Grâces 1531 Huile sur bois |                                                                               | | Oui : 2011                                                                                             | Paris, musée du Louvre                                                                  |
| 10 juin 2009                                                                               |                                           | Charles-Joseph Natoire Don Quichotte déshabillé par les demoiselles de la duchesse Vers 1742 Huile sur toile |                                                                               | | Oui : 2012                                                                                             | Compiègne, musée national du château                                                    |
| 10 juin 2009                                                                               |                                           | Fragment du tombeau de Charles V et Jeanne de Bourbon à Saint-Denis Vers 1376 Marbre |                                                                               | | Oui : 2009                                                                                             | Paris, musée du Louvre                                                                  |
| 14 mai 2009                                                                                |                                           | Trésor de Pouilly-sur-Meuse XVe - XVIe siècle Argent partiellement doré |                                                                               | Découvert dans un jardin privé à Pouilly-sur-Meuse | Oui : 2009                                                                                             | Nancy, musée Lorrain                                                                    |
| 12 février 2009                                                                            |                                           | Archives personnelles de Guy Debord |                                                                               | | Oui : 2011                                                                                             | Paris, Bibliothèque nationale de France                                                 |
| 23 décembre 2008                                                                           |                                           | Jacob de Littemont (attribué) Tapisserie du dais royal de Charles VII Milieu du XVe siècle Laine et soie |                                                                               | | Oui : 2010                                                                                             | Paris, musée du Louvre                                                                  |
| 29 octobre 2008                                                                            |                                           | Frans Hals Portrait d'homme Vers 1650 Huile sur panneau |                                                                               | Présumé faux | Non |                                                                                         |
| 21 octobre 2008                                                                            |                                           | David Aubert et Simon Marmion Manuscrit de la Vie de sainte Catherine d'Alexandrie de Marguerite d'York |                                                                               | | Oui : 2011                                                                                             | Paris, Bibliothèque nationale de France                                                 |
| 24 juin 2008                                                                               |                                           | Michel-Ange Etudes d'homme nu Dessin à la pierre noire et sanguine |                                                                               | | Oui : 2011                                                                                             | Paris, musée du Louvre                                                                  |
| 26 mars 2008                                                                               |                                           | Auguste Rodin Faunesse debout Vers 1897 Bronze à patine brune dorée |                                                                               | | Non |                                                                                         |
| 11 décembre 2007                                                                           |                                           | Jean Antoine Nollet Paire de globes céleste et terrestre de la duchesse du Maine |                                                                               | | Oui : 2010                                                                                             | Paris, Bibliothèque nationale de France                                                 |
| 8 août 2007                                                                                |                                           | Ensemble d'ouvrages et de documentation ayant appartenu à Vassily Kandinsky |                                                                               | | Oui : 2008                                                                                             | Paris, Centre Georges Pompidou, Bibliothèque Kandinsky                                  |
| 2 août 2007                                                                                |                                           | Pablo Picasso Portrait de Berthe Weill 1920 Crayon Conté et fusain sur papier |                                                                               | | |                                                                                         |
| 5 juillet 2007                                                                             |                                           | Manufacture royale des Gobelins, d'après Charles Antoine Coypel Tapisserie de la tenture de L'Histoire de Don Quichotte 1773-1776 |                                                                               | | |                                                                                         |
| 17 mai 2007                                                                                |                                           | Vassily Kandinsky Ensemble de manuscrits autographes et de feuillets dactylographiés |                                                                               | | Oui : 2008                                                                                             | Paris, Centre Georges Pompidou, Bibliothèque Kandinsky                                  |
| 31 mars 2007                                                                               |                                           | Francisco de Goya Hutiles trabajos Dessin |                                                                               | | Non |                                                                                         |
| 11 novembre 2006                                                                           |                                           | Hieronymus Albrecht Hass Clavecin à trois claviers et six jeux 1740 |                                                                               | | Non |                                                                                         |
| 17 octobre 2006                                                                            |                                           | Constantin Brâncuși Le Baiser 1909 Pierre calcaire |                                                                               | Classement monument historique confirmé par le conseil d'Etat | | Cimetière du Montparnasse                                                               |
| 17 octobre 2006                                                                            |                                           | Louis Delanois Chaise de Madame du Barry à Versailles Vers 1769 Bois sculpté et doré |                                                                               | | Oui : 2009                                                                                             | Versailles, musée national du château                                                   |
| 15 août 2006                                                                               |                                           | Jean Bourdichon (et atelier) Vierge en oraison et Le Christ bénissant Vers 1480 Huile sur panneau de bois |                                                                               | | Oui : 2007                                                                                             | Tours, musée des Beaux-Arts                                                             |
| 10 août 2006                                                                               |                                           | Claude-Charles Saunier Console de la duchesse d'Harcourt à Versailles Vers 1787 Placage de bois, bronze doré, marbre |                                                                               | | Oui : 2008                                                                                             | Versailles, musée national du château                                                   |
| 10 août 2006                                                                               |                                           | Canaletto Vue de Venise, pont du Rialto Huile sur toile |                                                                               | | Non |                                                                                         |
| 29 juin 2006                                                                               |                                           | François-Honoré-Georges Jacob-Desmalter Fauteuil du Grand cabinet de Napoléon Ier au Grand Trianon 1810 Acajou, placage d'acajou et bois doré |                                                                               | | Oui : 2006                                                                                             | Versailles, musée national du château                                                   |
| 29 juin 2006                                                                               |                                           | Jacques Saly L'Amour essayant l'une de ses flèches 1753 Marbre |                                                                               | | Oui : 2016                                                                                             | Paris, musée du Louvre                                                                  |
| 2 juin 2006                                                                                |                                           | Jean Cocteau Manuscrit autographe de La Belle et la Bête |                                                                               | Passé par la collection Aristophil | Oui : 2019                                                                                             | Paris, bibliothèque historique de la ville                                              |
| 17 mai 2006                                                                                |                                           | Jean-Auguste-Dominique Ingres Portrait du comte Louis-Mathieu Molé 1834 Huile sur toile |                                                                               | | Oui : 2009                                                                                             | Paris, musée du Louvre                                                                  |
| 29 décembre 2005                                                                           |                                           | Papyrus médical Égypte, Nouvel Empire, XVIIIe dynastie |                                                                               | | Oui : 2007                                                                                             | Paris, musée du Louvre                                                                  |
| 21 décembre 2005                                                                           |                                           | Jean-Henri Riesener (attribué) Coffre de voyage Vers 1785 |                                                                               | | Oui : 2005                                                                                             | Versailles, musée national du château                                                   |
| 16 décembre 2005                                                                           |                                           | Atelier champenois Pavement de carreaux provenant du château de Polisy 1545 Faïence |                                                                               | | Oui : 2008                                                                                             | Ecouen, musée national de la Renaissance                                                |
| 16 décembre 2005                                                                           |                                           | Bernard II Van Riesen Burgh (attribué) Commode de la duchesse du Maine à Sceaux Vers 1735 Laque de Coromandel et bronzes dorés |                                                                               | | Oui : 2005                                                                                             | Sceaux, musée de l'Ile-de-France                                                        |
| 17 novembre 2005                                                                           |                                           | Giambattista Tiepolo Projet de décor pour un dessus-de-porte Huile sur toile |                                                                               | | Oui : 2006                                                                                             | Paris, musée du Louvre                                                                  |
| 17 novembre 2005                                                                           |                                           | Antoine Wolff Tour à guillocher du comte d'Artois Bronze ciselé et doré, fer |                                                                               | | Oui : 2006                                                                                             | Versailles, musée national du château                                                   |
| 12 août 2005                                                                               |                                           | Ensemble mobilier provenant du château d'Haroué |                                                                               | | Oui : 2007                                                                                             | Conservés in situ                                                                       |
| 18 mai 2005                                                                                |                                           | Antoine Coysevox Buste du Cardinal Melchior de Polignac 1718 Marbre | Famille Polignac                                                              | | Oui : 2005                                                                                             | Versailles, musée national du château                                                   |
| 10 mars 2005                                                                               |                                           | Henri de Toulouse-Lautrec Ensemble de 26 affiches | Héritiers de Maurice Joyant, proche de Toulouse-Lautrec                       | | Oui : 2008                                                                                             | Paris, Bibliothèque nationale de France                                                 |
| 10 mars 2005                                                                               |                                           | Henri de Toulouse-Lautrec et Edmond de Goncourt La Fille Elisa (édition originale illustrée) 1877 | Héritiers de Maurice Joyant, proche de Toulouse-Lautrec                       | | Oui : 2007                                                                                             | Paris, Bibliothèque nationale de France                                                 |
| 2 février 2005                                                                             |                                           | Paul Verlaine Manuscrit autographe 1873-1875 |                                                                               | | |                                                                                         |
| 18 décembre 2004                                                                           |                                           | Anonyme Traduction par Pierre Bresuire des Décades romaines de Tite-Live 1358 Manuscrit sur parchemin |                                                                               | | Oui : 2004                                                                                             | Paris, Bibliothèque nationale de France                                                 |
| 25 novembre 2004                                                                           |                                           | Anonyme Manuscrit enluminé La Vie et les miracles de Saint François d'Assise Vers 1480 |                                                                               | | Oui : 2007                                                                                             | Paris, Bibliothèque nationale de France                                                 |
| 17 novembre 2004                                                                           |                                           | Eileen Gray Fauteuil "Sirène" Vers 1914-1920 Bois laqué |                                                                               | | Non |                                                                                         |
| 9 octobre 2004                                                                             |                                           | Atelier attique Tête de Cheval Fin du VIe siècle av. J.-C. Marbre |                                                                               | | Oui : 2004                                                                                             | Paris, musée du Louvre                                                                  |
| 9 octobre 2004                                                                             |                                           | Martin-Guillaume Biennais Meuble de toilette du prince Eugène de Beauharnais Vers 1805-1810 Acajou, ébène et bronzes dorés, nécessaire en cristal, nacre, porcelaine, argent et or |                                                                               | | Oui | Rueil-Malmaison, Musée national des châteaux de Malmaison et de Bois-Préau              |
| 9 octobre 2004                                                                             |                                           | Alexandre-François Desportes Cerf aux abois 1729 Huile sur toile |                                                                               | | Oui : 2007                                                                                             | Versailles, musée national du château                                                   |
| 17 août 2004                                                                               |                                           | Nicolas Poussin La Fuite en Egypte 1657-1658 Huile sur toile |                                                                               | | Oui : 2008                                                                                             | Lyon, musée des Beaux-Arts                                                              |
| 26 juin 2004                                                                               |                                           | Fragment de bas-relief représentant une femme, provenant du cloître de Saint-Guilhem-le-Désert Pierre |                                                                               | | Non |                                                                                         |
| 26 juin 2004                                                                               |                                           | Michel Bourdin (entourage de) Monument funéraire de Charles de Fresnoy Marbre |                                                                               | | Oui : 2004                                                                                             | Beauvais, musée départemental de l'Oise                                                 |
| 26 juin 2004                                                                               |                                           | Henri de Toulouse-Lautrec Au lit, le baiser 1892 Peinture à l'essence sur carton |                                                                               | | Non |                                                                                         |
| 28 mai 2004                                                                                |                                           | Commode Epoque Régence Placage d'amarante, bronzes dorés, dessus en marbre griotte |                                                                               | | Oui : 2006                                                                                             | Paris, musée des Arts décoratifs                                                        |
| 1er avril 2004                                                                             |                                           | Jean-Auguste-Dominique Ingres Portrait de Charles Marcotte d'Argenteuil 1811 Graphite sur papier |                                                                               | | Oui : 2006                                                                                             | Paris, musée du Louvre                                                                  |
| 21 novembre 2003                                                                           |                                           | Paris Bordone Etude d'homme nu Pierre noire et rehauts de craie blanche sur papier bleu |                                                                               | | Oui : 2004                                                                                             | Toulouse, musée Paul Dupuy                                                              |
| 21 novembre 2003                                                                           |                                           | Le Primatice Etude d'homme drapé ou Un atlante Sanguine et rehauts de gouache blanche sur papier |                                                                               | | Oui : 2004                                                                                             | Paris, musée du Louvre                                                                  |
| 21 novembre 2003                                                                           |                                           | Camille Claudel La Jeune Fille à la gerbe Vers 1886 Terre cuite |                                                                               | | Oui : 2005                                                                                             | Paris, musée Rodin                                                                      |
| 21 novembre 2003                                                                           |                                           | Antoine Vater Clavecin 1732 |                                                                               | | Oui : 2008                                                                                             | Paris, musée de la Musique                                                              |
| 20 octobre 2003                                                                            |                                           | Jean-Henri Riesener (attribué) Bureau de Napoléon Bonaparte au château de Malmaison Acajou, placage d'acajou et ébène, bronzes dorés, basane verte sur le plateau |                                                                               | | Non |                                                                                         |
| 20 septembre 2003                                                                          |                                           | Fragment du jubé de la cathédrale de Chartres Vers 1230-1240 Bas-relief en pierre |                                                                               | | Oui : 2019 À la suite de la décision de justice                                                        | Chartres : cathédrale                                                                   |
| 20 septembre 2003                                                                          |                                           | Jacques-Louis David Recueil de dessins (album de dessins n°5, 82 dessins et 11 calques, 27 feuillets |                                                                               | | Oui : 2005                                                                                             | Paris, musée du Louvre                                                                  |
| 20 septembre 2003                                                                          |                                           | Simon Vouet Vierge au rameau de chêne, dite Vierge Hesselin Huile sur toile |                                                                               | | Oui : 2004                                                                                             | Paris, musée du Louvre                                                                  |
| 8 mars 2003                                                                                |                                           | Jacques de Brézé Le Livre de la chasse du grant seneschal de Normendie. Les Ditz du bon chien Souillard qui fut au roy de France, XIe de ce nom de Jacques de Brézé (12 feuillets) (Paris, Pierre Le Caron, vers 1494) |                                                                               | | |                                                                                         |
| 25 janvier 2003                                                                            |                                           | François Ollive Atlas portulan de la Méditerranée 1646 Encre et gouache sur vélin |                                                                               | | Oui : 2003                                                                                             | Marseille, bibliothèque municipale                                                      |
| 25 janvier 2003                                                                            |                                           | Eugène Delacroix Album de dessins (62 feuillets) 1845 Mine de plomb et aquarelles |                                                                               | | Oui : 2004                                                                                             | Paris, musée du Louvre                                                                  |
| 25 janvier 2003                                                                            |                                           | Antoine-Robert Gaudreau Secrétaire en pente de Marie Leczinska au château de Marly 1733 Placage de merisier, merisier massif, bronzes ciselés et argentés |                                                                               | | Oui : 2003                                                                                             | Paris, musée du Louvre                                                                  |
| 26 octobre 2002                                                                            |                                           | Giovanni Paolo Panini Le Concert et Le Bal 1751 |                                                                               | | Non |                                                                                         |
| 26 octobre 2002                                                                            |                                           | Eugène Delacroix L'Éducation de la Vierge 1842 Huile sur toile |                                                                               | | Oui : 2003                                                                                             | Paris, musée Delacroix                                                                  |
| 18 juillet 2002                                                                            |                                           | Manufacture de Sèvres Vase dit "des chasses historiques à la cour de France" 1844-1845 Porcelaine dure, décor polychrome, bronze doré |                                                                               | | Oui : 2014                                                                                             | Sèvres, musée national de la Céramique                                                  |
| 4 mai 2002                                                                                 |                                           | Carrousel-salon Hippo-palace début du XXe siècle |                                                                               | | Oui : 2019                                                                                             | Musée des Arts forains                                                                  |
| 4 mai 2002                                                                                 |                                           | Jean-Henri Riesener Secrétaire en pente de Madame Elisabeth Vers 1779 Marqueteries en amarante, buis et ébène, bronzes dorés et ciselés |                                                                               | | |                                                                                         |
| 20 mars 2002                                                                               |                                           | Charles Nègre Plusieurs œuvres Vers 1851-1853 |                                                                               | | Oui : 2002 et 2004                                                                                     | Paris, musée du Louvre Paris, musée Carnavalet Grasse, musée d'art et d'histoire        |
| 20 mars 2002                                                                               |                                           | Anonyme (cercle du sculpteur Pierre-Charles Simart) Album de quarante études Vers 1856-1860 |                                                                               | | Non |                                                                                         |
| 20 mars 2002                                                                               |                                           | Nicéphore Niépce Correspondances et premier document photographie connu |                                                                               | | Oui : 2002                                                                                             | Paris, Bibliothèque nationale de France                                                 |
| 20 février 2002                                                                            |                                           | Edgar Degas Femme au tub Vers 1880 Monotype sur papier |                                                                               | | Non |                                                                                         |
| 20 février 2002                                                                            |                                           | Gilbert Poillerat Table 1942 Fer forgé et stuc |                                                                               | | Oui : 2004                                                                                             | Paris, Musée des Arts Décoratifs                                                        |
| 20 février 2002                                                                            |                                           | François Le Masson du Parc, Henri Louis Duhamel du Monceau, Louis-Henri Delamarre Description des arts et métiers, réunion de 1 331 dessins originaux destinés à illustrer l'« Histoire générale des pêches » (inédite) puis le « Traité général des pesches, et Histoire des poissons qu'elles fournissent... » 1769-1782 (10 volumes) |                                                                               | | |                                                                                         |
| 29 novembre 2001                                                                           |                                           | Le Corbusier Le Modulor 1950 Encre et collage sur papiers gouachés et découpés |                                                                               | | Oui : 2003                                                                                             | Paris, Musée national d'Art moderne, centre Georges Pompidou                            |
| 29 novembre 2001                                                                           |                                           | Anne-Louis Girodet Pygmalion et Galatée 1819 |                                                                               | | Oui : 2002                                                                                             | Paris, musée du Louvre                                                                  |
| 3 août 2001                                                                                |                                           | Adrien Isenbrant Triptyque de l'Assomption de la Vierge Huile sur panneaux |                                                                               | | Oui : 2004                                                                                             | Paris, musée national du Moyen Âge (musée de Cluny)                                     |
| 28 juillet 2001                                                                            |                                           | Paul Gauguin 1901 La Paix et la Guerre Relief sur bois de rose, huile |                                                                               | | Oui : 2002                                                                                             | Paris, musée d'Orsay                                                                    |
| 28 juillet 2001                                                                            |                                           | Rosso Fiorentino Saint Roch distribuant ses biens La Visitation Sanguines |                                                                               | | Oui : 2003                                                                                             | Paris, musée du Louvre                                                                  |
| 27 mars 2001                                                                               |                                           | François-Régnault Nitot Parure de l'Impératrice Marie-Louise 1810 Or et mosaïque |                                                                               | | Oui : 2001                                                                                             | Paris, musée du Louvre                                                                  |
| 22 décembre 2000                                                                           |                                           | Fragment de la colonne Vendôme Bronze |                                                                               | | |                                                                                         |
| 23 novembre 2000                                                                           |                                           | Un trésor de l'âge du bronze (bracelet, torsade, et collier) Vers 1200 av. J.-C. Or |                                                                               | | Oui : 2003                                                                                             | Saint-Germain-en-Laye, musée des Antiquités nationales                                  |
| 21 octobre 2000                                                                            |                                           | Joseph Chaumet Via Vitae 1904 Orfèvrerie |                                                                               | | Oui : 2004                                                                                             | Paray-le-Monial, musée du Hiéron                                                        |
| 21 juillet 2000                                                                            |                                           | Frères Le Nain Le Reniement de saint Pierre Huile sur toile, 95 x 122 cm |                                                                               | | Oui : 2008                                                                                             | Paris, musée du Louvre                                                                  |

## Critiques
Comme la Commission consultative n'émet un avis que sur saisie du Ministère de la Culture quand il envisage de refuser le certificat d'exportation, le mécanisme permet qu'une décision favorable à l'exportation soit prise par un haut fonctionnaire seul : des critiques ont été émises à ce sujet.